# 六月灯

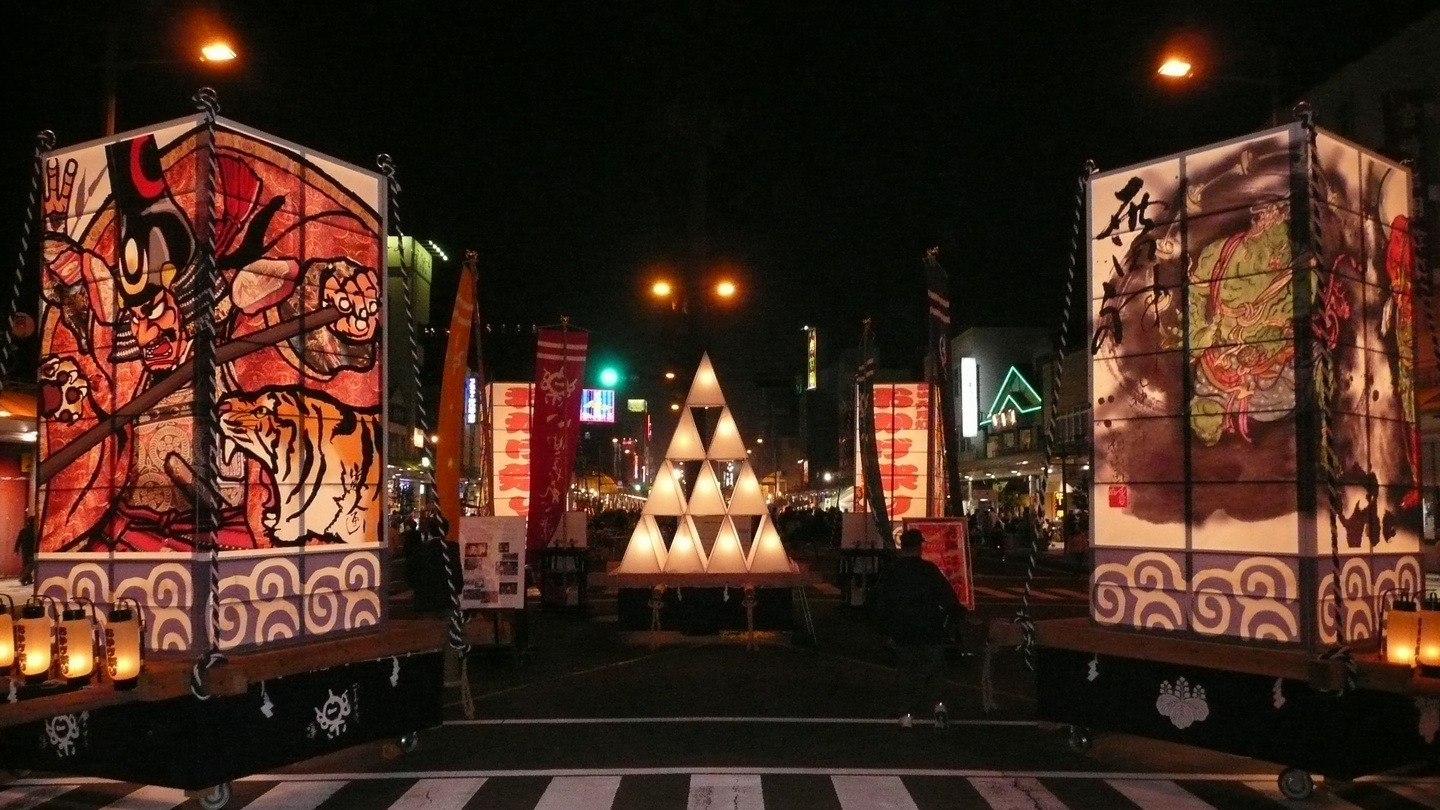
六月灯の灯篭（都城六月灯 おかげ祭り）

六月灯（ろくがつどう）とは、旧暦の6月（現在は7月）を中心に鹿児島県の神社・寺院で行われる祭りである。主に鹿児島県を中心とする旧薩摩藩領であった地域（旧薩摩藩領である宮崎県都城市などでも行われ、また、薩摩藩ではなかった奄美大島の名瀬でも行なわれている。喜界島でも昭和時代には各集落で行なわれていたが、現在は廃れている）で行われる行事で、鹿児島の夏の風物詩であり、県民には「ロッガッドー」などの呼び名で親しまれている。
六月灯が開催される神社や寺院では、和紙に絵や文字を書いた灯籠が飾られ、歌や踊りが奉納される。また、境内及びその周辺では縁日が立ち並び多くの人びとで賑わう。

## 由来
島津光久が鹿児島城下の新昌院（現鹿児島市新照院町）の上山寺の観音堂を再建した折、旧暦6月18日に沿道に灯籠をつけさせたので、檀家でもこれにならって灯籠を寄進したのが始まりといわれている。

## 六月灯が行われる主な神社
- 照国神社（鹿児島県鹿児島市）
- 鹿児島五社（同上）
鹿児島市上町地区に所在している南方神社、八坂神社、稲荷神社、春日神社、若宮神社の総称。
- 南洲神社（同上）
- 鶴嶺神社（同上）
- 伊佐智佐神社（同上）
- 荒田八幡宮（同上）
- 豊玉姫神社（同県南九州市）
- 竹田神社（同県南さつま市）
- 枚聞神社（同県指宿市）
- 揖宿神社（同上）
- 霧島神宮（同県霧島市）
- 鹿児島神宮（同上）
- 感応寺（出水市）
- 蒲生八幡神社（同県姶良市）
- 高千穂神社 (同県奄美市)
- 神柱宮（宮崎県都城市）

## 六月灯を舞台とする作品
- 六月燈の三姉妹（2014年5月31日公開[6]）